# アンコーナ共和国 (11-16世紀)
アンコーナ共和国（イタリア語: Repubblica di Ancona）は、現在のイタリア・アンコーナに存在した、中世のコムーネ、海洋共和国。ヴェネツィア共和国には劣るものの、東ローマ帝国との貿易をはじめとした東地中海での経済活動で繁栄を遂げた。ハンガリー王国と極めて緊密な関係を持ち、ラグサ共和国と同盟関係を結び、オスマン帝国との関係も良好だった。こうした外交関係により、アンコーナ共和国はイタリアにおける東方への玄関口の役割を果たした。
アンコーナは774年以降教皇領の一部で、1000年ごろから神聖ローマ帝国の影響下に入ったが、次第に自立していき、11世紀には他の諸コミューンと共に、司法権を教皇領が握る以外は完全な独立を果たした。共和国のモットーはAncon dorica civitas fidei (ドーリアのアンコーナ、信仰の街)で、アンコーナがギリシア人によって建設された歴史を意識している。
アンコーナ共和国は、6人の長老が統治する寡頭制共和国だった。この長老は、サン＝ピエトロ、ポルト、カポディモンテという3つのテルツィエーリ（地区）によって選出された。また共和国は、Statuti del mare e del Terzenale（海洋と兵器の法規）、Statuti della Dogana（慣習の法規）という海事法体系を持っていた。

## 海洋貿易関係と拠点

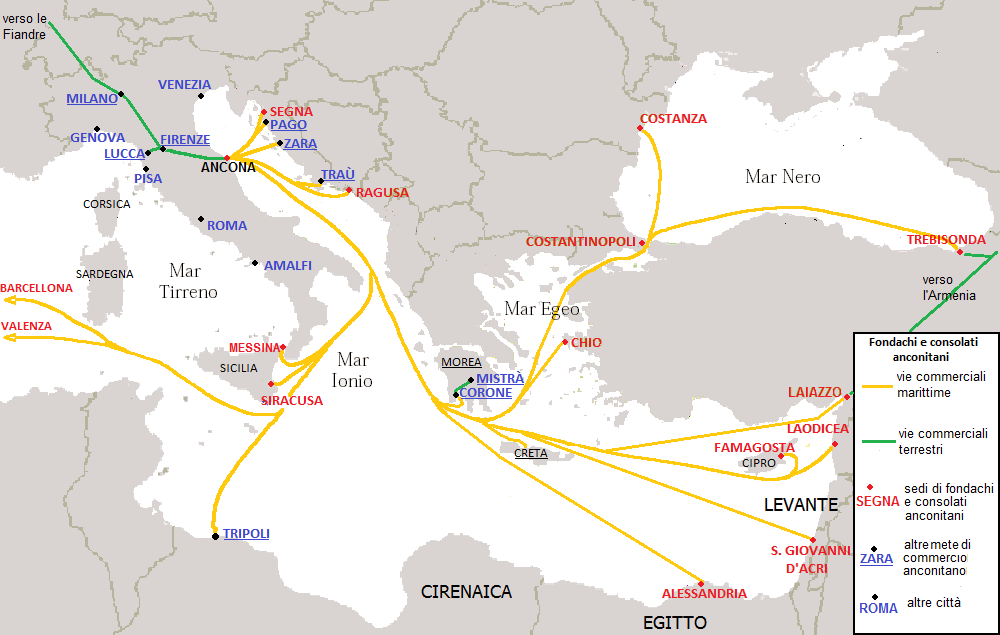
Trade routes and warehouses of the maritime republic of Ancona

アンコーナ共和国のフォンダーキ（倉庫と宿泊設備を備えた小さな植民地・拠点）は、特にコンスタンティノープル、アレクサンドリア、その他東ローマ帝国の諸港のものが活発に活動していた。一方で、織物や香辛料など陸上を通して輸入される貿易品については、ルッカ共和国やフィレンツェ共和国の商人との競争に敗れた。
おそらくもっとも重要な海外拠点だったコンスタンティノープルのフォンダーキでは、アンコーナ人が自分たちのためのサント・ステファノ教会を建てていた。1261年には、アヤソフィアの中に専用のチャペルを持つ特権まで与えられた。他のアンコーナ共和国のフォンダーキの所在地としては、シリアのライアッツォやラオディケア、ルーマニアのコンスタンツァ、エジプトのアレクサンドリア、キプロスのファマグスタ、パレスチナのサン・ジョヴァンニ・ダクリ、ギリシアのヒオス島、小アジアのトレビゾンド、アドリア海のラグサやセグナ、シチリア島のシラクサやメッシーナ、イベリア半島のバルセロナやバレンシア、アフリカのトリポリが挙げられる。

## 硬貨

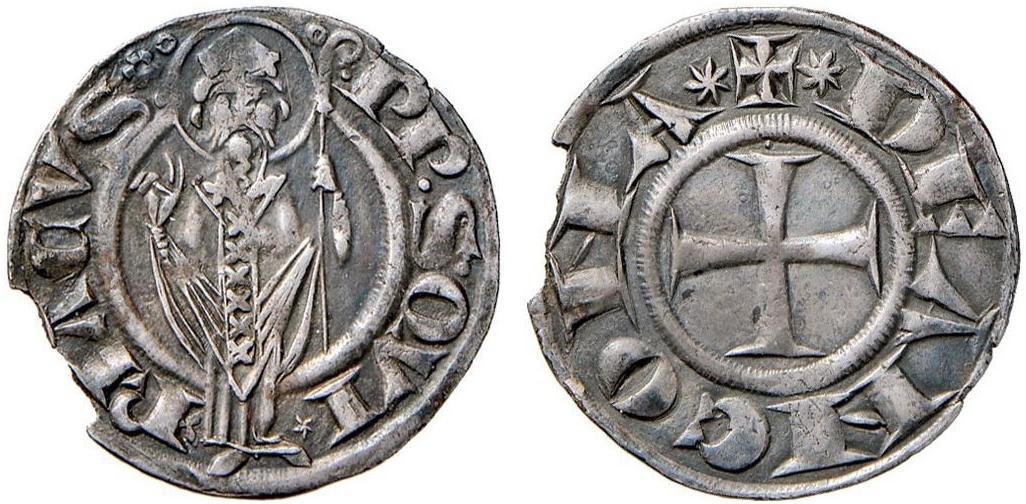
アゴンターノ

中世アンコーナにおける貨幣鋳造は、街が独立を果たして皇帝や教皇の介入を受けなくなった12世紀から始まる。共和国の黄金期には、アンコーナで鋳造されたアゴンターノ銀貨が流通した。これは直径18-22ミリメートル、2.04–2.42グラムの大きめの銀貨であった。
後にはアグノート金貨、通称アンコーナ・ドゥカートも鋳造されたが、こちらは比較的知られていない。アグノート金貨は15世紀のものから、アンコーナが独立を失う16世紀までのものが現存している。

## 芸術
アンコーナの芸術は、その歴史上、海洋交易関係のあるダルマチアやレバントの影響を常に受けていた。
中世アンコーナ芸術の中核を成すのは、ロマネスクとビザンティンの様式が融合したものである。特に有名なのは、ギリシア十字をいただくアンコーナのドゥオーモと、サンタ・マリア・ディ・ポルトノヴォ教会である。
14世紀、アンコーナはいわゆるアドリア・ルネサンスの中心地のひとつとなった。ダルマチア、ヴェネツィア、マルケなどにも広がったこの運動は、古典ギリシア美術の再発見とゴシック芸術からの連続性が特徴である。アドリア・ルネサンスに属する当時の最大の建築家・彫刻家としてはジョルジオ・ダ・セベニコ、画家としてはカルロ・クリヴェッリが挙げられる。

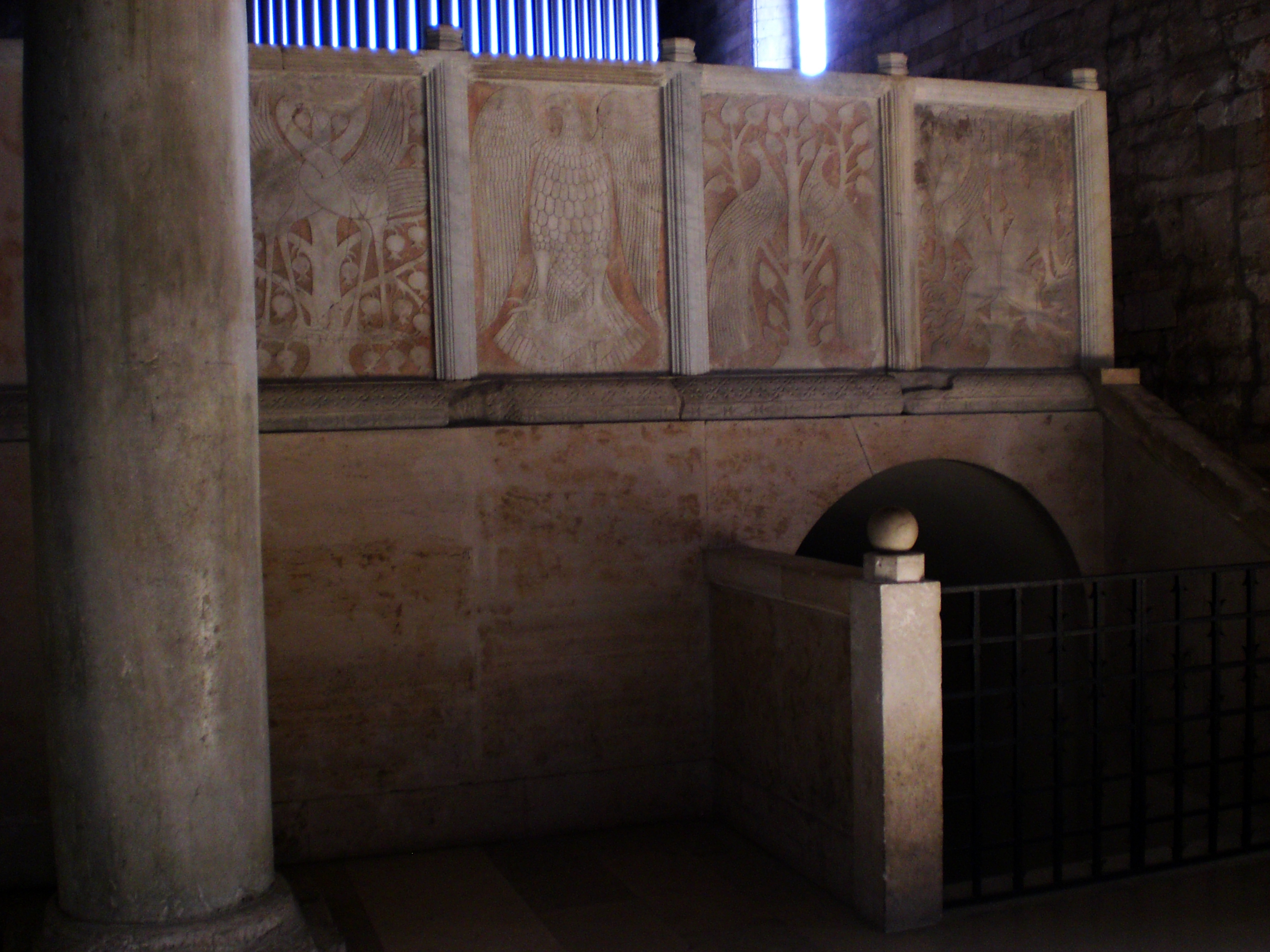
ドゥオーモ内にみられるビザンティン彫刻
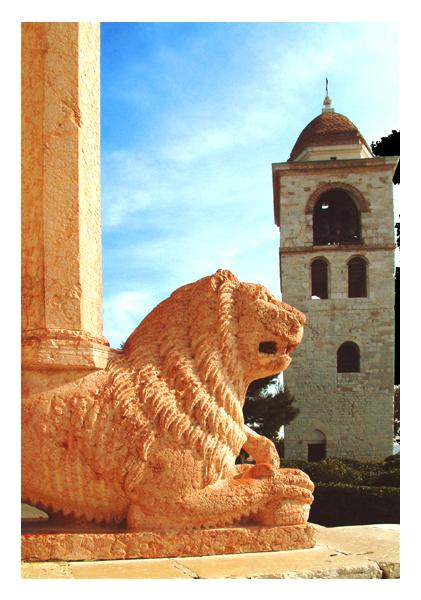
ドゥオーモのプロテュルムと鐘楼
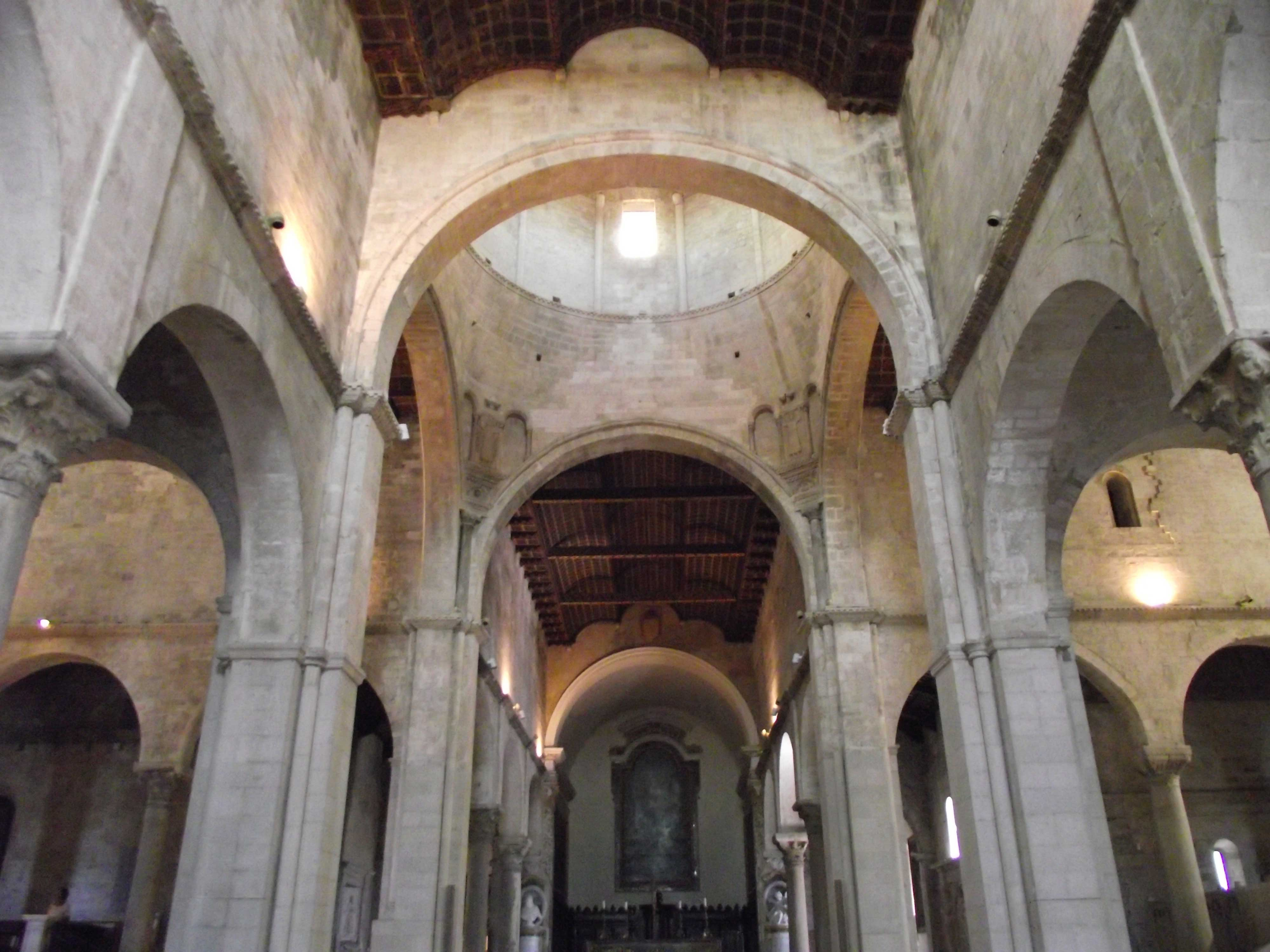
ギリシア十字を意識したビザンティン様式の設計で作られた、ドゥオーモ内部
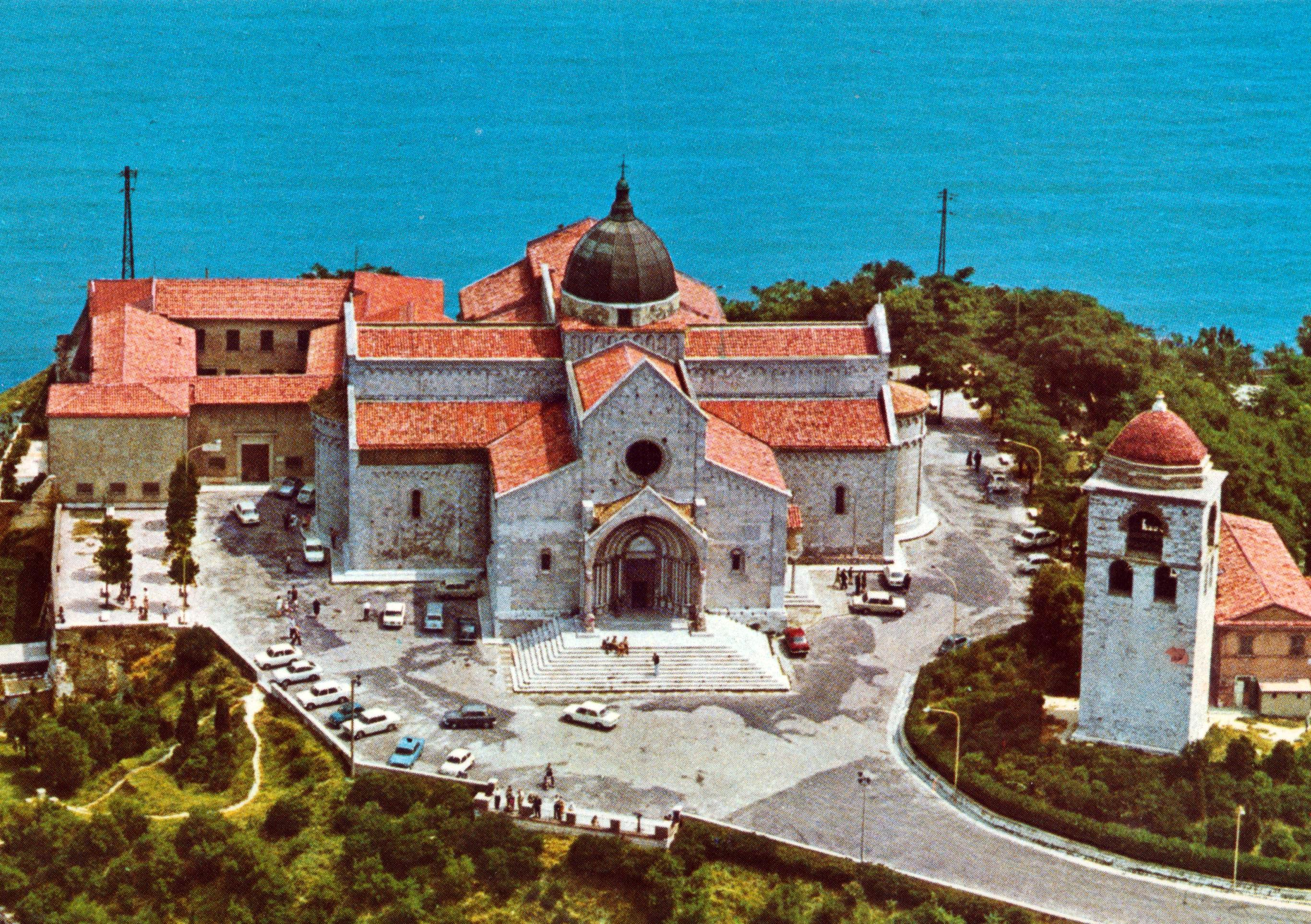
ドゥオーモの空撮写真
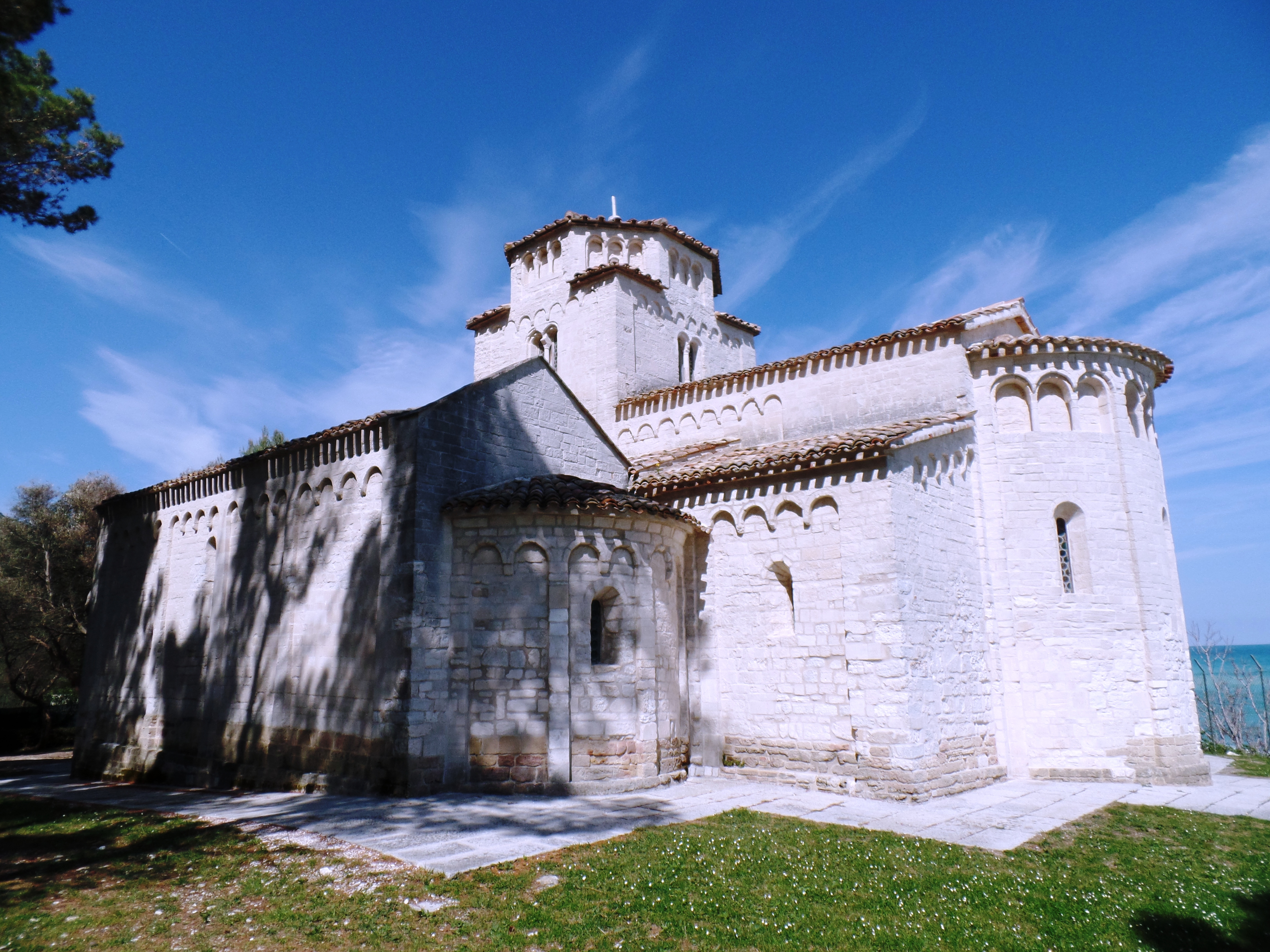
ビザンティン様式のギリシア十字型とロマネスク様式のバシリカの設計が融合したサンタ・マリア・ディ・ポルトノヴォ教会
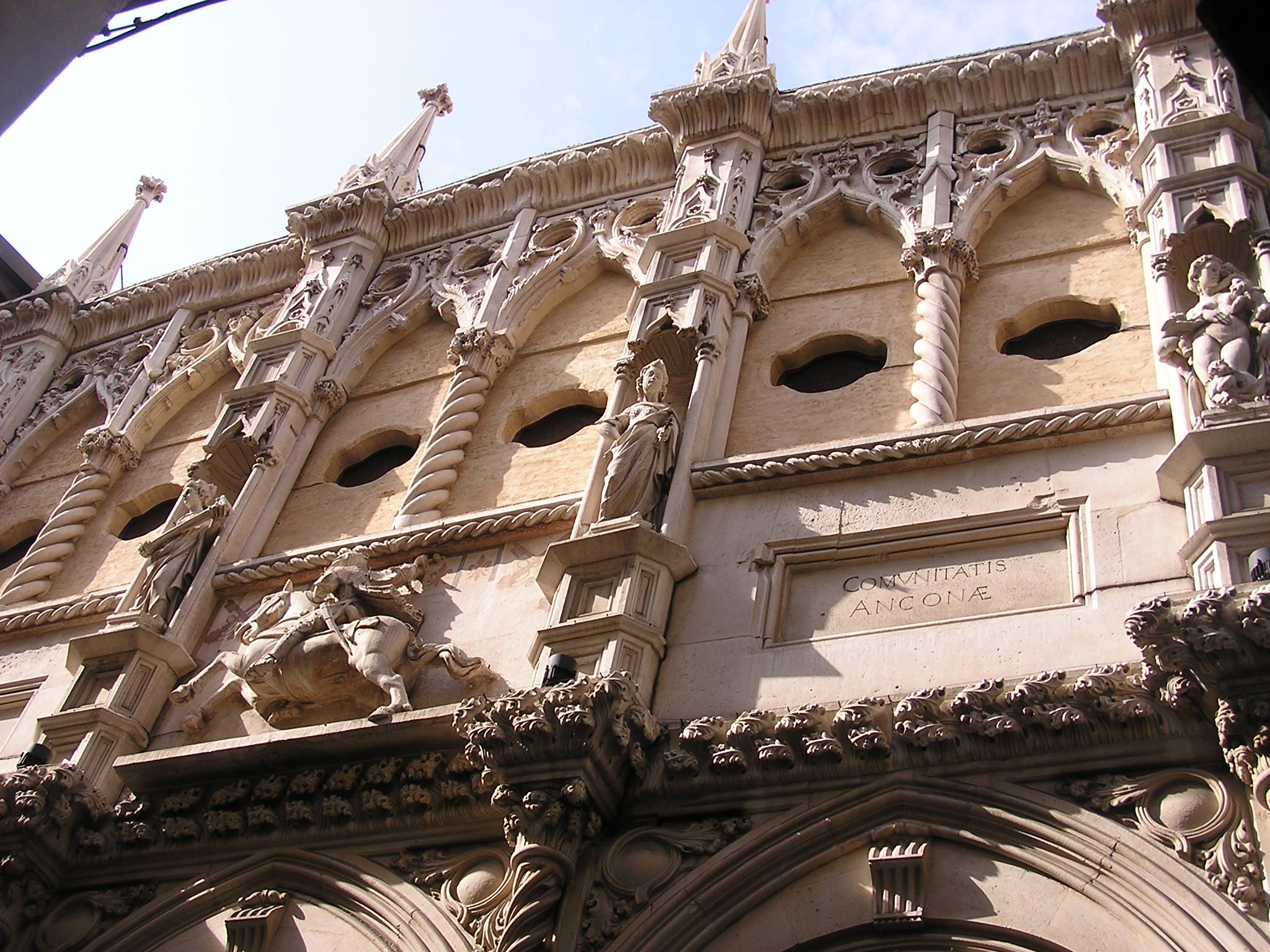
ロッジャ・デイ・メルカンティ。アドリア・ルネサンスの建築家・彫刻家ジョルジオ・ダ・セベニコの作品
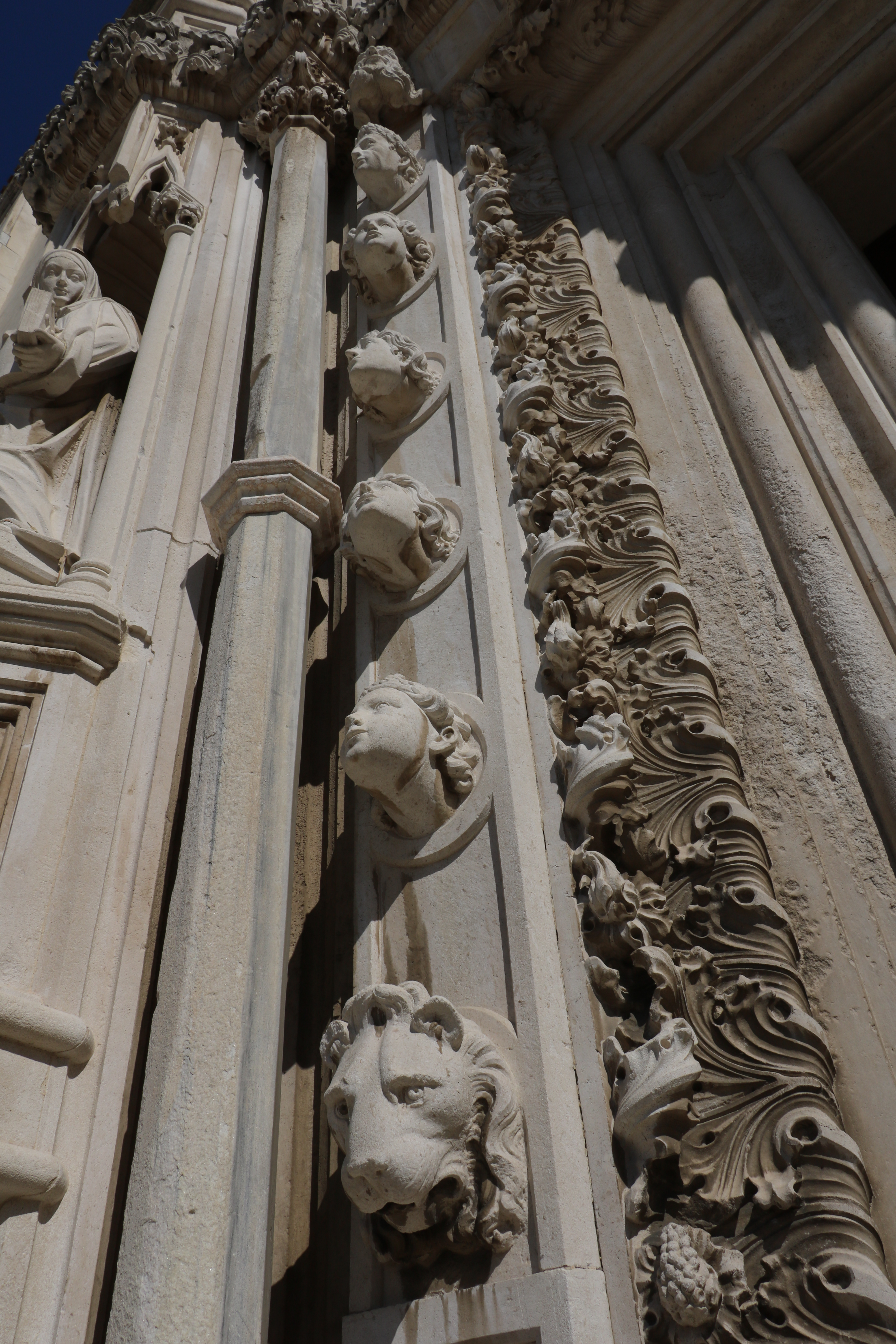
サン・フランチェスコ・アッレ・スカレ教会。ジョルジオ・ダ・セベニコの作品。
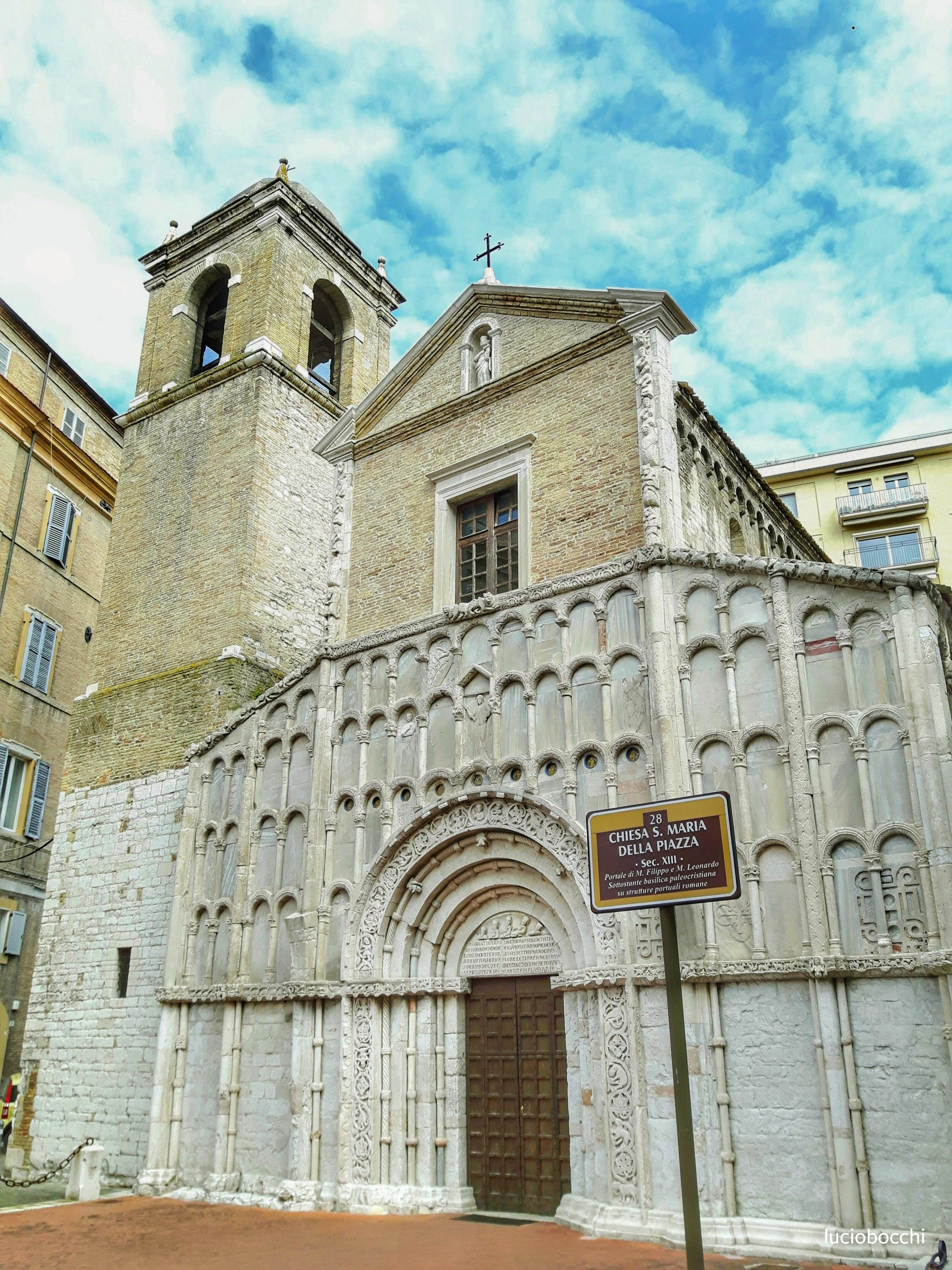
ロマネスク様式のサンタ・マリア・デッラ・ピアッツァ教会

## 著名な航海士

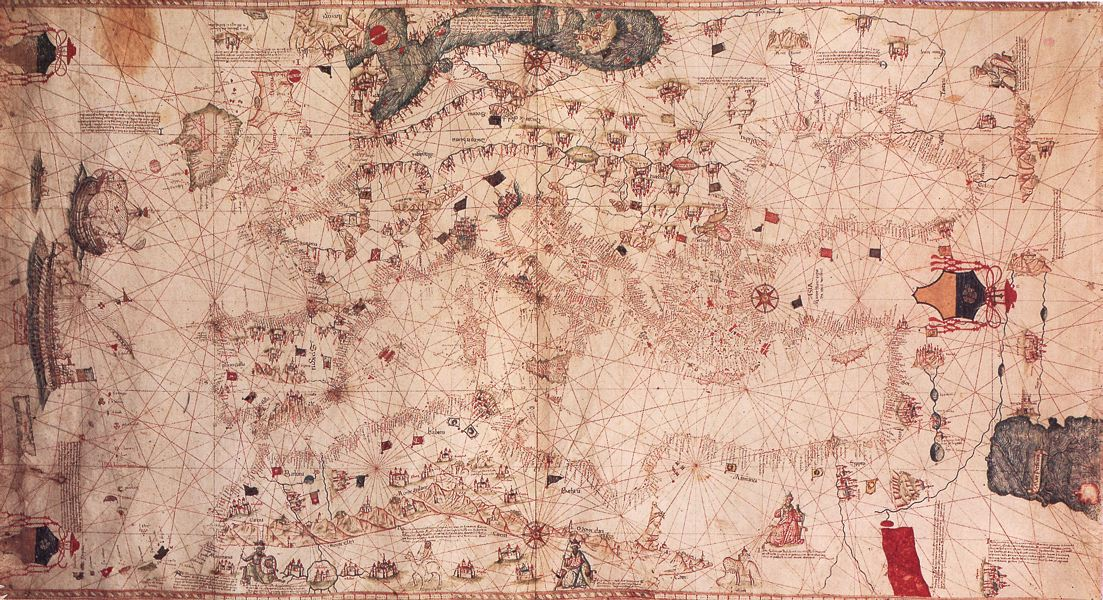
グラツィオーソ・ベニンカーサの『地中海羅針儀海図』

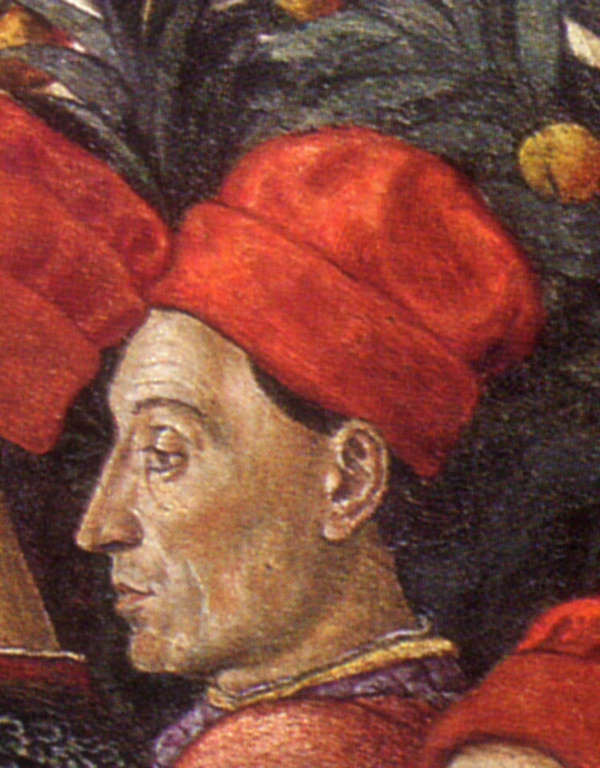
チリアーコ・ダンコーナの肖像 (1459年)

イタリアを飛び回った航海士・人文主義者で考古学者でもあるチリアーコ・ダンコーナは、アンコーナの有力家系出身であった。彼は「15世紀におけるもっとも積極的で多産な、ギリシアやローマの遺物、特に銘文の記録家であり、その記録の総合的な正確さから、彼は近代古典考古学創設の父と呼ばれている。」。同時代人が既に失われたと信じていたパルテノン神殿やデルポイ、ピラミッド、スフィンクスが現存することを知らしめたことから、他の人文主義者たちから「古典の父」とも呼ばれた。
同じくアンコーナ出身の著名な航海士に、グラツィオーソ・ベニンカーサがいる。彼は15世紀イタリアの海図政策の第一人者であり、地中海の様々な羅針儀海図を製作した。

## 歴史
1000年以降、アンコーナは独立性を増していき、最終的に重要な海洋共和国となり、近隣のライバルであるヴェネツィア共和国とたびたび衝突した。またアンコーナは、常に神聖ローマ帝国や教皇庁という大きな脅威から自身を守らなければならなかった。他の海洋都市を攻撃することは無く、ただ自国の防衛のためだけに軍を持つ必要があったのである。ヴェネツィアは軍事遠征や貿易戦争、海上封鎖などを仕掛けたものの、ついにアンコーナを支配下に置くことは出来なかった。
神聖ローマ帝国はアンコーナをはじめとしたイタリアの諸コムーネに対する支配を再確立すべく遠征を繰り返したが、アンコーナ共和国はその攻撃を三度にわたって撃退した。1度目の1137年には皇帝ロタール3世が、1167年と1174年にはフリードリヒ1世がアンコーナを包囲したが、攻略することができなかった。さらにこの1174年にはフリードリヒ1世の大書記長であるマインツ大司教クリスティアン1世もヴェネツィアと同盟してアンコーナを包囲したものの、失敗して撤退せざるを得なくなった。ヴェネツィアは膨大な数のガレー船と、ガレオン船トトゥス・ムンドゥス号をアンコーナの港に集め、皇帝軍が陸側から街を包囲下。数か月にわたる劇的な防衛戦を戦い抜いた後、アンコーナはエミリア＝ロマーニャに援軍を求める使節を派遣することができた。これを受けてフェラーラとベルティノーロから援軍が到来してアンコーナを解放し、皇帝軍やヴェネツィア軍と戦ってこれを破った。1174年の包囲戦では、スタミラという未亡人が斧と松明を持って敵の攻城兵器を襲い、焼き払うという大活躍を見せた。
12世紀からイタリアで教皇派と皇帝派の衝突が始まると、アンコーナは教皇派についた。

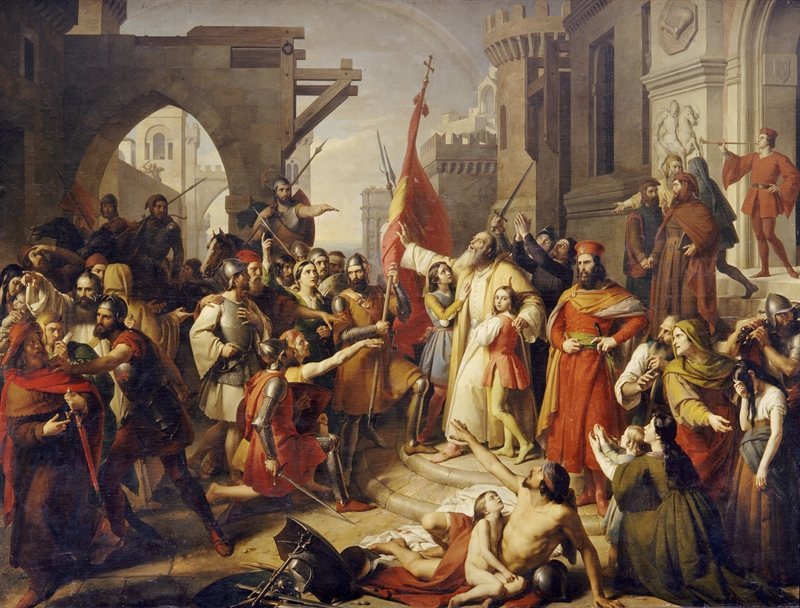
1174年の包囲戦 (フランチェスコ・ポデスティ画)

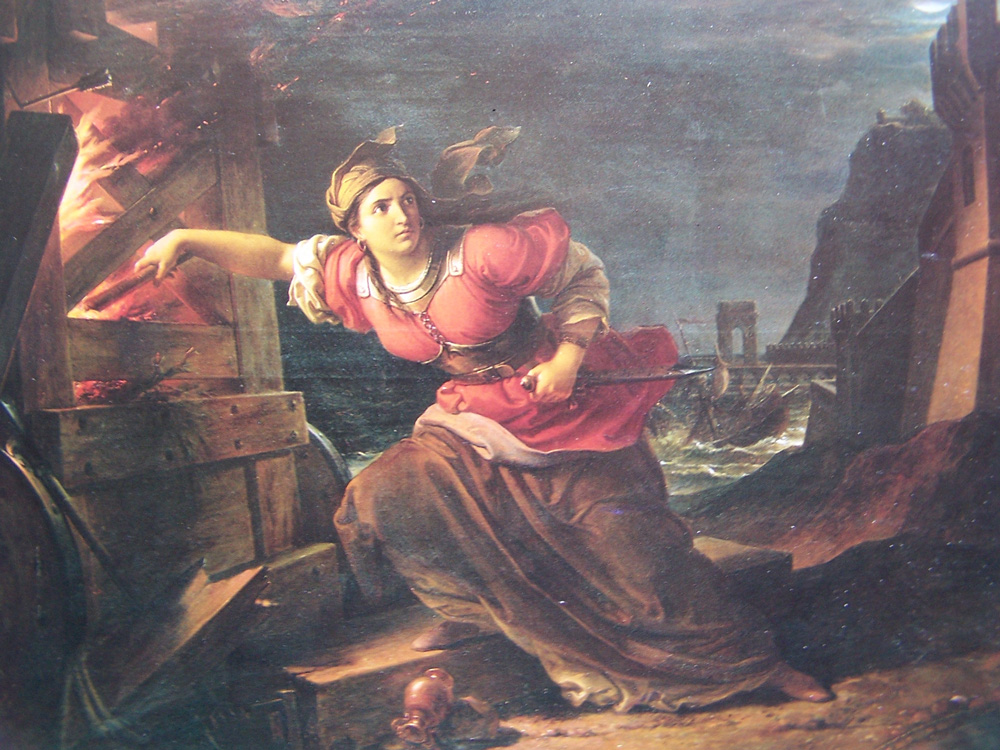
スタミラ（フランチェスコ・ポデスティ画、1877年）

元々、アンコーナはコムニタス・アンコニタナ(ラテン語: Communitas Anconitana、「アンコニタの共同体」の意）と呼ばれていた。この都市が事実上の独立国となるのは、教皇アレクサンデル3世 (1100年ごろ–1181年)によって教皇領内の自由都市であると宣言されてからである。エウゲニウス4世は前任者たちがアンコーナに与えてきた法的地位をあらためて承認し、1443年9月2日にアンコーナを正式に共和国であると宣言し、レスプブリカ・アンコニタナ（ラテン語: Respublica Anconitana)という名を与えた。これはラグサが正式に「共和国」と呼ばれるようになったのとほぼ同時期であり、アドリア海をはさんだ両港湾都市国家は兄弟のような関係で結ばれた 。
他の北部・中部イタリアの都市国家と異なり、アンコーナ共和国では僭主政が成立しなかった。1348年に黒死病や大火により重要施設が焼けた混乱に乗じてマラテスタ家が優越的な政治地位を得たが、1383年に追放された。
1532年、アンコーナはクレメンス7世の政治的判断により教皇領に併合された。彼はアンコーナを征服し教皇の権威が及んだ象徴として大要塞を建設した。

## 少数派コミュニティ

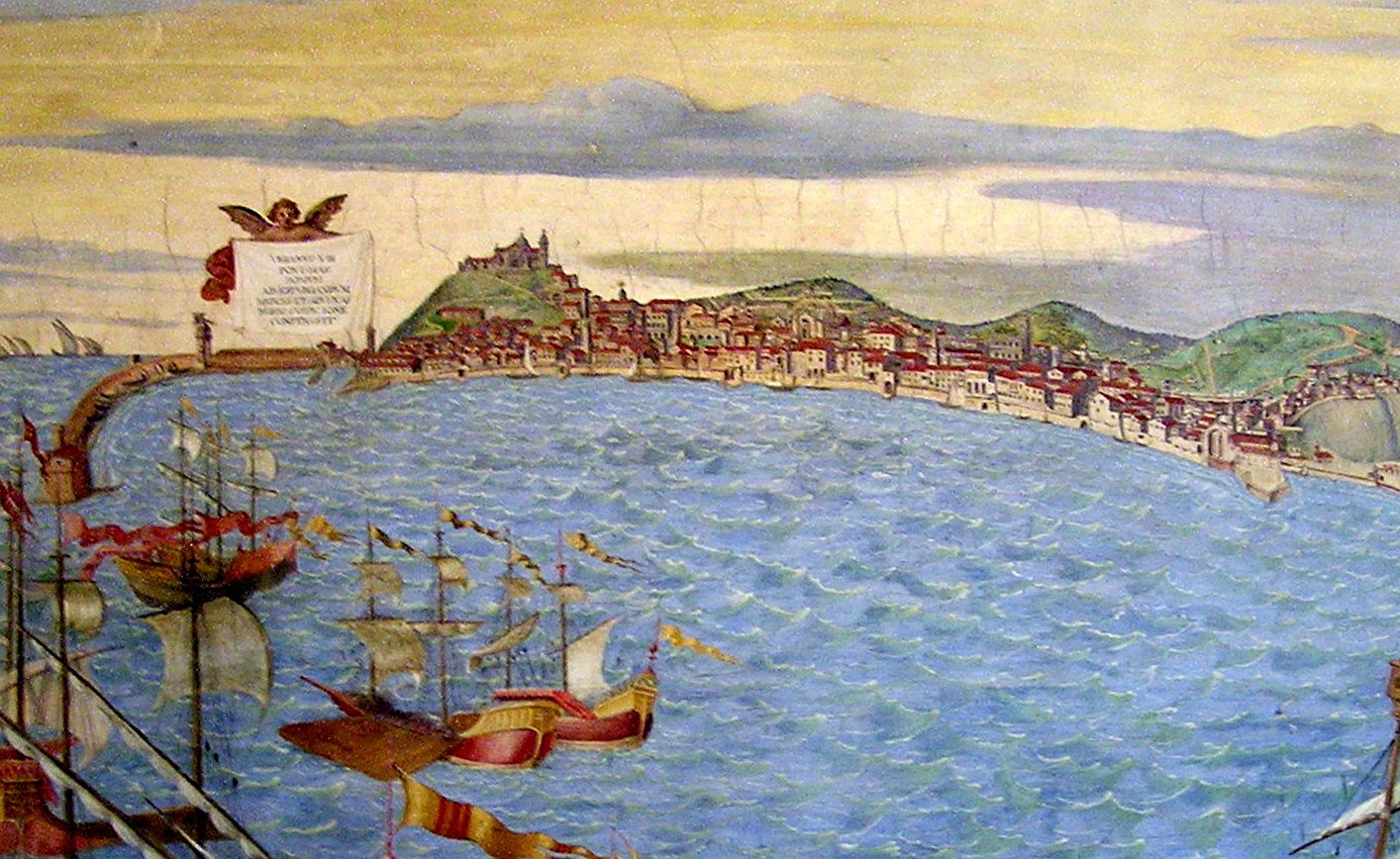
アンコーナ港（16世紀）

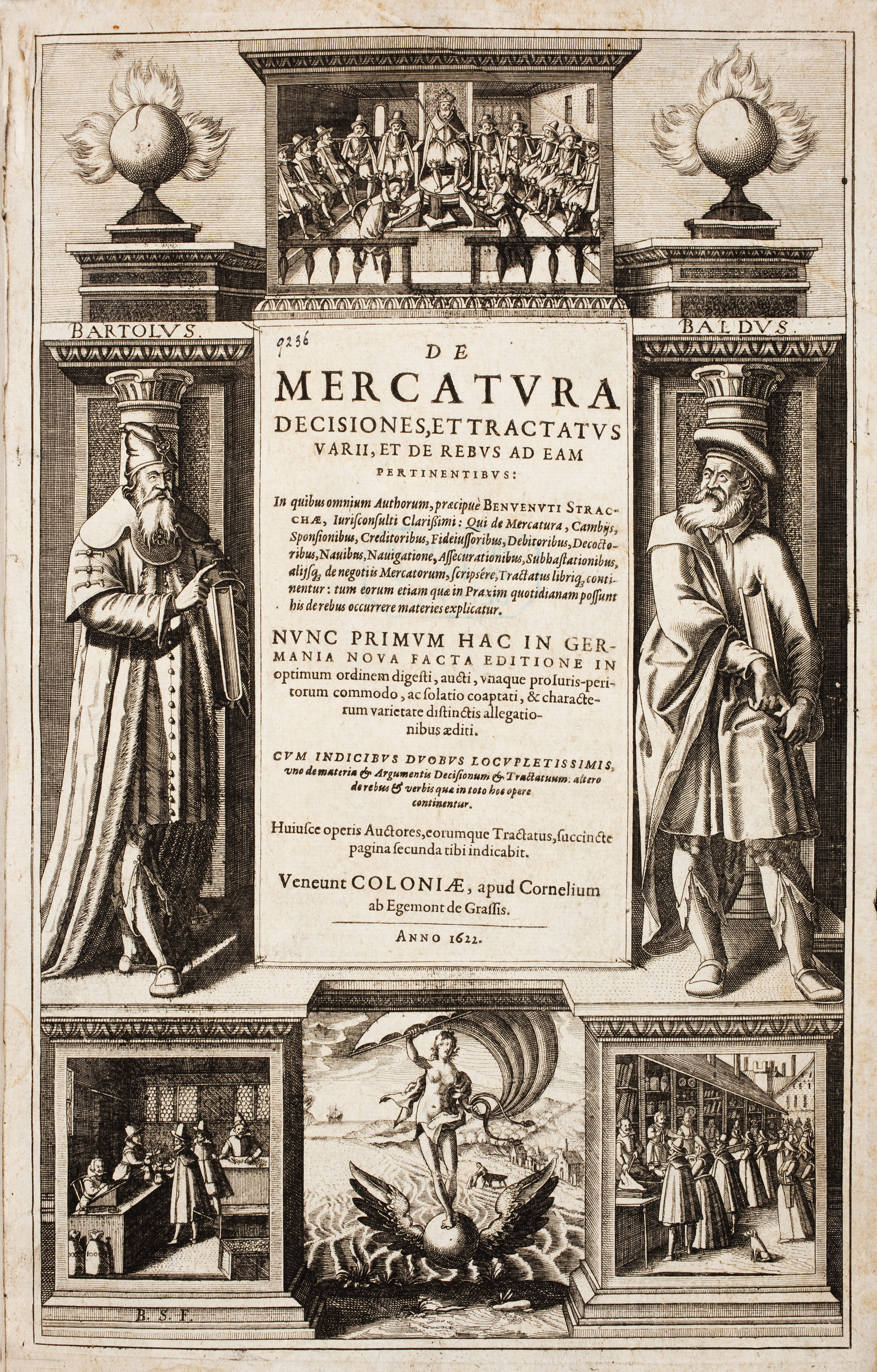
Benvenuto Stracca, De mercatura.

アンコーナには、ギリシア人、アルバニア人、ダルマチア人、アルメニア人、トルコ人、ユダヤ人のコミュニティがあった。
16世紀、アンコーナはヴェネツィアと同様に、オスマン帝国商人を重要な取引相手と見なすようになった。アンコーナで最大の外国人商人コミュニティはギリシア人のもので、彼らは15世紀末から16世紀末にかけて、オスマン帝国に征服されたビザンツ帝国領やヴェネツィア領から逃れてきた難民であった。16世紀初頭、約200家族からなる最初のギリシア人コミュニティが生まれた。その大部分は、イオニア諸島やエピルスなど北西ギリシア出身だった1514年、ヨアニナのDimitri Caloiriという者が、エピルスのヨアニナやアルタ、アヴロナといった都市から来た商人にかかる関税の引き下げを勝ち取った。1518年、アヴロナから来たユダヤ人商人が、すべての「トルコ人に従属するレバントの商人」にかかる関税引き下げを勝ち取った。
1531年、正教徒やカトリック教徒のギリシア人たちからなるギリシア信者会 (Confraternita dei Greci) が設立され、サンタ・アンナ・デイ・グレキ教会の使用権と、ギリシア典礼とラテン典礼の両方を用いる権利を獲得した。サンタ・アンナ教会は、13世紀に古代ギリシア都市の城壁の遺構を使って「サンタ・マリア・イン・ポルタ・チプリアーナ」という名で建設された教会だった。
1534年、教皇パウルス3世はレバントから様々な出自や宗教を抱える商人たちが活発に活動している状況に好意を示し、彼らが家族と共にアンコーナに定着することを認めた。1535年にアンコーナを訪れたあるヴェネツィア人旅行者は、この街が「あらゆる国々から集まった商人たちでいっぱいで、その大部分はギリシア人とトルコ人である」と書き記している。16世紀後半、イタリア各国や教皇が閉鎖的な方針をとるにつれて、アンコーナのギリシア人をはじめとするオスマン帝国領出身の商人は数を減らしていった。
ギリシア人内の正教徒とカトリック教徒は頻繁に抗争を起こし、これは1797年にイタリアに侵攻してきたフランス軍がアンコーナを占領し、あらゆる宗教信者会を閉鎖させてギリシア人コミュニティのアーカイブ文書を没収するまで続いた。フランス軍は1805年にも戻ってきてアンコーナを再占領し、1806年までとどまった。1822年、サンタ・アンナ・デイ・グレキ教会が再開された。1835年、すでにギリシア人正教徒がいなくなったこの教会は、カトリック教徒の者になった。

## 商法
アンコーナがレバントで貿易を展開したことは、商法が誕生するきっかけとなった。アンコーナ出身の法学者ベンヴェヌート・ストラッツァ (1509年–1579年)は、1553年にDe mercatura seu mercatore tractatsという論文を発表した。これは、特に商法に特化した印刷法規としておそらく初めて、そうでなくても最初期のものである。論文は主に商人間の契約、慣習、海洋における権利について論じており、さらに後から破産に関する要因などの広範な議論や、委任、第三者への移管、保険といった内容が付け加えられた。このため、ストラッツァは商法の父、保険契約に関するイタリアで最初の協定執筆者などと呼ばれている。

## ラグサ共和国との同盟関係

聖母マリアと幼いキリスト。カルロ・クリヴェッリ画、アンコーナ市民美術ギャラリー蔵

アンコーナ共和国とラグサ共和国は、同じアドリア海のヴェネツィア共和国と商業的に激しく争っていた。両者の間で戦闘が起きることもあった。大きな軍事力と経済力を有するヴェネツィアは、アドリア海に他の海洋都市が存在するのを好ましく思っていなかった。アドリア海沿いのいくつかの都市はヴェネツィアの支配下に入ったが、アンコーナとラグサは独立を保った。両共和国は、ヴェネツィアの脅威に対抗するため幾重にもわたる同盟関係を結んでいた。
ヴェネツィアは1205年にラグサを征服したが、ラグサは1382年にハンガリー王国に貢納することで事実上の独立を勝ち取り、モハーチの戦いでハンガリーが滅びてからはオスマン帝国に貢納した。この後期ラグサ共和国も、アンコーナとのかつての同盟関係を結びなおした。